# Florin Plămadă
Florin Constantin Plămadă (Rădăuți, 30 aprile 1992) è un calciatore rumeno, difensore del Șomuz Fălticeni.

## Carriera

### Club
Ha giocato nella prima divisione rumena.

### Nazionale
Nel 2013 ha giocato 2 partite con la nazionale rumena Under-21.